# 罍陽子
罍 陽子（もたい ようこ、1979年12月13日 - ）は、日本の女優、声優。埼玉県出身。所属は劇団青年座 → ウィーズカンパニー → オフィスPSC。旧芸名はもたい陽子。

## 来歴・人物
- 本人のブログにて、2009年6月末で、青年座退団を報告。
- 2020年11月20日、オフィスPSCに所属したことをきっかけに芸名を本名でもある「罍陽子」に改めたことをtwitter、ブログにて公表した[1]。

## 出演

### テレビドラマ
- すっから母さん（2003年4月6日 - 9月21日、テレビ東京）- まさ子 役
- 月曜ミステリー劇場 夏樹静子サスペンス 揺らぐ灯（2003年7月14日、TBS）
- 坊ちゃん教授の事件簿 第3作「岩手花巻・銀河牧場殺人事件」（2003年10月24日、フジテレビ）- 美雪 役
- 百年の恋（2003年11月10日 - 12月4日、NHK）
- コスメの魔法 Magic.8（2004年2月2日 - 6日、TBS）- 中村幸子 役
- 桜咲くまで（2004年1月26日 - 3月26日、TBS）
- 樋口一葉物語（2004年11月1日、TBS）
- 自治会長 糸井緋芽子 社宅の事件簿 第6作（2005年7月11日、テレビ朝日）- 新藤千佳 役
- 病院へ行こう!（2006年2月6日 - 3月25日、TBS）- 桐島さやか役
- 新・警視庁女性捜査班（2006年6月10日、テレビ朝日）
- こどもの事情（2007年、CBCテレビ・TBS）- 西田良美 役
- 温泉若おかみの殺人推理 21「会津若松〜復元された飾り重箱に連続殺人の秘密!! 真犯人は「氷の足跡」を残した!?」（2009年10月24日、テレビ朝日）- 石井紀子 役
- 浅見光彦〜最終章〜 第3話（2009年11月4日、TBS）
- JIN-仁- 第1期 第5話（2009年11月8日、TBS）- 遊女 役
- 特上カバチ!! 第9話（2010年3月14日、TBS）
- 土曜ワイド劇場「鉄道捜査官11」（2010年4月10日、テレビ朝日）
- フリーター、家を買う。 第5話（2010年11月16日、フジテレビ）
- FACE MAKER 第10話（2010年12月9日、読売テレビ） - 岸本ミカ 役
- 冬のサクラ 最終話（2011年3月20日、TBS）
- 生まれる。 第8話（2011年6月10日、TBS）
- 死刑基準（2011年9月25日、WOWOW）
- 俺の空 刑事編 第4話（2011年11月6日、テレビ朝日） - ユウコ 役
- 土曜ドラマスペシャル「使命と魂のリミット」（2011年11月5日、12日、NHK） - 神保葵 役
- 贖罪 第3話（2012年1月22日、WOWOW）
- 13歳のハローワーク 第3話（2012年1月27日、テレビ朝日） - 佐藤美香 役
- ATARU 第9話（2012年6月10日、TBS）
- 金曜プレステージ 森村誠一女のサスペンス 捜査線上のアリア（2012年6月22日、フジテレビ）
- そこをなんとか 第1シーズン 第5話（2012年11月18日、NHK BSプレミアム） - 黒田映見 役
- DOCTORS〜最強の名医〜 スペシャル（2013年6月1日、テレビ朝日）
- トラベルライター青木亜木子2（2014年1月15日、テレビ東京）- 明美 役
- 逃亡花（2018年4月15日 - 7月8日、ひかりTV・BSジャパン） - みどり 役
- 相棒 SEASON19 第14話（2021年1月27日、テレビ朝日） - 島本由香 役
- RISKY 第4話（2021年4月16日、MBS ） - 美香の母 役
- ハコヅメ〜たたかう!交番女子〜 第9話（2021年9月15日、日本テレビ ）
- ドクターホワイト 第5話（2022年2月14日、フジテレビ） - 不破実貴子 役
- 連続ドラマ 雨に消えた向日葵 第1話（2022年7月24日、WOWOW）[2]
- 罠の戦争（2023年） - 鮫島政務官 役

### ウェブドラマ
- テレ東無観客フェス2020「女のみち特別編～アンダーコロナの女たち～」（2020年7月4日、Streaming+） - 風間ルミ 役[3]

### 舞台
- 名は五徳（2000年 5月6日〜16日）
- 明治の柩 - 一ノ瀬タキ役
- ハロルドとモード（2001年6月21日 - 24日） - マリー 役
- ハロルドとモード（2002年）
- 中華屋羅生門（2003年）
- 美しきものの伝説　- 突然坊 役
- 見よ、飛行機の高く飛べるを（2004年11月）
- 妻と社長と九ちゃん（2005年） - 吉井真弓 役
- クーランガッタ・スクランブル
- きかんしゃトーマスとなかまたち
- 三文オペラ（2007年）
- ねずみ男（2008年） - 田所美紀役
- 熱帯倶楽部 VOL.5 旧歌（2008年）
- 刈谷勇 presents　男×女 〜男と女のラブコメディー〜（2009年）
- らくだ工務店 第16回公演　新作 日曜日の使者（2009年）
- 男×女 第2弾! 男と女のスーパーオムニバスラブコメディー（2010年）
- 天戸日和「海と日傘」（2010年）
- andMe　produce　number6 隣の芝（2010年）
- 男×女 第3弾（2011年）
- 第2回ブス会*「淑女」（2011年）
- 愛想笑いしかできない（2011年）
- 第3回ブス会＊「女のみち2012」（2012年）- ルミ姉 役
- and Me　produce　number 8 ファミリー(仮)（2012年）
- kitt「ウィンカーを、美ヶ原へ」（2013年）
- and Me produce number 9 その胸にうなだれて（2013年）
- 小松台東「勇気出してよ」（2014年）
- aibook 気がつけば、あした。（2014年）
- MONO「ぶた草の庭」（2015年）
- ブス会＊「女のみち2012再演」（2015年）
- 土田英生セレクションvol.3 『算段兄弟』（2015年）
- ドリームダン第9回公演 ダイヤモンド（2015年）
- aibook ミルフィーユ（2016年）
- MONO「裸に勾玉」（2016年）
- 逢坂～めぐりのめあて～（2017年）
- aibook produce #02 疾走（2017年）
- タカハ劇団 瘡蓋の底（2017年）
- aibook休日公演 ぺあ（2018年）
- aibook produce no.4 吐く（2018年）
- 実は素晴らしい家族ということを知ってほしい（2018年）
- タカハ劇団「僕らの力で世界があと何回救えるか」（2019年）
- もたい村「タイトルロール・ワズ」（2019年）
- ONEOR8「誕生の日」（2020年）
- 風吹く街の短篇集　第三章（2020年）
- ブス会＊「女のみち2020〜アンダーコロナの女たち〜」（2020年10月1日、2日、下北沢 本多劇場）[4]
- 小松台東「グレートコマツブラザース」（2020年）
- みそじん 第5回配信公演「黒星の女 episode X」（2021年）
- ラブレターを取り返せ！（2021年）
- 演劇企画集団Jr.5 vol.13「白が染まる」（2022年）
- ACO公演「亀岩奇談」（2023年）[5]
- ONEOR8公演「誕生の日」（2025年）[6]

### 映画
- 蟬しぐれ（2005年10月1日）
- アダン （2006年5月20日）- 宮崎の妻 役
- さくらん （2007年2月24日）- 琴音役
- 神様のカルテ2（2014年3月21日）- 吉田彩 役

### テレビアニメ
- 私はケイトリン（2001年12月10日〜2002年 6月10日、NHK教育）

### 吹き替え

#### 映画
- TUBE - インギョン 役〈ペ・ドゥナ〉※テレビ朝日版
- アレキサンダー - ロクサネ 役〈ロザリオ・ドーソン〉
- チアガール VS テキサスコップ - アン 役〈クリスティーナ・ミリアン〉
- フォールガイ[7]

#### ドラマ
- 馬医 - オム・ヒョンギョン 役
- 101回目のプロポーズ - スー・ジン 役
- ER緊急救命室
  - シーズン8 #17 - アンナ 役〈エリカ・ワインスタイン〉
  - シーズン12 - イネス 役〈エイプリル・リー・エルナンデス〉
- アフターパーティー - ジェニファー2 役〈Ayden Mayeri〉
- ドゥーム・パトロール
- ザ・リクルート - ヴァイオレット・エブナー 役〈アーティ・マン〉

#### アニメ
- ストレンジ・ワールド/もうひとつの世界[8]

### ラジオ
- NISSAN あ、安部礼司〜BEYOND THE AVERAGE（2006年4月2日 - 、TOKYO FM系 JFN37局ネット） - 安部優・松手逆煮勇子 役
- 銀河への舟（エフエム長野 SATURADAY D 8月16日11:30〜12:25）
- FMシアター「答えは、昼間の月」（2007年7月21日、NHK-FM） - 美幸 役[9]
- 東貴博のヤンピース　BITTER SWEET CAFE 「ムーンライトジャーニー」（2007年11月19日 - 22日、ニッポン放送）
- 青春アドベンチャー「ヤッさん」（2010年5月3日 - 14日、NHK-FM）[10]
- 劇ラヂ！ライブ2017「ふたり暮らし」（2017年5月5日、NHKラジオ第1・NHKラジオジャパン） - ラジオDJ・編集者 役[11]

### CM
- HITACHI「Wooo」（2010年）
- フマキラー「鼻花粉でブロック」～私の守護神篇～（2011年）
- キャノン「Canon PIXUS」～幸せの家族の白篇～（2011年～2012年）